# Норт, Джозеф (публицист)
Джозеф Норт (англ. Joseph North, при рождении Якоб Сойфер (англ. Jacob Soifer); 1904[…] или 25 мая 1904, Николаев, Херсонская губерния — 22 декабря 1976, Сан-Хуан) — американский журналист, корреспондент-ветеран и редактор Daily Worker (Daily World), где работал на протяжении 45 лет. Освещал гражданскую войну в Испании и участие армии Соединенных Штатов во Второй мировой войне, находился на Кубе в 1961 во время операции в бухте Кочинос, а в 1972 — в Ханое. Состоял членом ЦК Компартии США и был основателем и вице-президентом отделения Международной организации журналистов в США. Отмечают, что именно он привнес в Америку европейское понятие репортажа. Лауреат Международной премии им. Ю. Фучика (1976).

## Биография
Когда ему было всего девять месяцев, в 1905 их семья переехала в США в Честер (Пенсильвания).
Старший брат композитора Алекса Норта. Вырос в Честере; работал с 12 лет, сначала на текстильной фабрике, затем летом — на местной верфи. Получил степень бакалавра искусств в Университете Пенсильвании и стажировался как журналист в The Chester Times. Формируясь все более левым, стал редактором журнала Labor Unity, Labor Defender и еженедельника New Masses (редактировал последний до его закрытия в 1948). Перед тем, как стать сооснователем последнего в мае 1926, также сотрудничал с журналом The Liberator (magazine).
В конце 20-х вступил в Компартию США. Освещал забастовки рабочих 1930-х годов, гражданскую войну в Испании (как корреспондент Daily Worker и New Masses) и Вторую мировую войну.
В 60-е гг. находился во главе журнала «Америкэн дайэлог».
С 1968 по 1972 редактор еженедельника World Magazine при Daily Worker.
С 1972 по 1975 московский корреспондент Daily Worker.
Проживал в Бруклине. Умер от лейкемии в больнице в Сан-Хуане во время визита.
Автор автобиографии «No Men Are Strangers» (1958). Также автор «Cuba: Hope of a Hemisphere» и биографии «Robert Minor, Artist and Crusader». Редактор «New Masses: An Anthology of the Rebel Thirties».
Женился в 1931, развелся в 1957. Вновь женился в 1963.
Летом 1975 овдовел. Остались дети, внуки. Одним из его ближайших друзей был Говард Фаст. По некоторому утверждению, Норт был членом советской сети под руководством Якова Голоса.